# チアマゾール
チアマゾール（英: Thiamazole）は、抗甲状腺薬の一種である。メチマゾール（英: Methimazole）とも呼ばれる。プロピルチオウラシルと同様、甲状腺ホルモンを抑制する作用を持つ。チオアミドに属する。日本ではメルカゾールの商品名で発売されている。 

## 適応
チアマゾールは 甲状腺機能亢進症、すなわち血中の甲状腺ホルモンが過剰になった状態の治療に用いられる。この薬は、甲状腺手術や放射性ヨード治療の前にも、血中甲状腺ホルモン濃度を低下させ甲状腺の操作の影響を最小にする目的で用いられる。

## 作用機序
チオアミドは甲状腺ホルモンの生合成の多くの段階をブロックする。この中にはチロキシン(en)の生合成に必須な段階である、酵素甲状腺ペルオキシダーゼによるチログロブリンのヨード化を含む。

## 副作用

### 無顆粒球症
もしチアマゾール内服中に発熱やのどの痛みがあったときには直ちに主治医に連絡する必要がある。これは、これらの症状が無顆粒球症（血液中の白血球数、とくに好中球数の低下。まれだが重篤であり、死亡例もある副作用）に由来する可能性があるためである。白血球数と分画の測定が行われる。無顆粒球症の際にはチアマゾールは中止される。治療のために組み替えヒトG-CSF製剤が用いられる。

### その他の副作用
以下のものがあげられる。皮膚症状の頻度が比較的高い。(瘙痒感・皮疹をあわせると10-20%に出現するといわれる)
- 皮膚紅斑
- 瘙痒感
- 肝機能異常
- 脱毛
- 悪心嘔吐
- 食欲低下
- 筋肉痛
- 倦怠感
- 血小板減少
- MPO-ANCA関連血管炎（顕微鏡的多発血管炎など。出現頻度はPTUに比べると少ない。）
- 劇症肝炎[1]

## 内服前、内服中の注意
- 以下に該当する人は、内服前に医師や薬剤師に相談のこと。
  - 本剤チアマゾール、プロピルチオウラシル（商品名プロパジール）あるいはほかの薬に対してアレルギーをもつ人。
  - 処方薬、市販薬にかかわらず薬を内服している人、とくにワルファリン（商品名ワーファリン）などの抗凝固薬、ジゴキシンを内服中の人。
  - かつて白血球減少症、血小板減少症、再生不良性貧血、肝疾患にかかっていた人、あるいは現在かかっている人。
  - 妊娠中の人、妊娠の予定のある人、授乳中の人。MMI embryopathyと呼ばれる新生児への影響を避けるため、プロピルチオウラシルやヨウ化カリウムへの変更が推奨されている。[2]
- もしチアマゾール内服中に発熱やのどの痛みがあったときには直ちに主治医に連絡すること（前述）。
- 外科手術、歯科手術を受ける予定の人は、外科または歯科の主治医にチアマゾール内服中であることを伝えること。